# リチャード・ハリス (軍人・弁護士)
リチャード・ハリス（E.Richard Harris, 1907年 - 1990年9月24日）は、アメリカ合衆国の弁護士、海軍軍人。
ニューヨーク州出身。海軍日本語学校に入学し、日本語を習得する。東京裁判では、橋本欣五郎の担当弁護人となり、日本語を解する数少ないアメリカ側弁護士の一人だった事から、弁護団の取り纏め役など行った。東京裁判当時は予備海軍少佐であった。東条英機の裁判参加への説得、裁判費用の日本政府決定の署名、橋本欣五郎の弁護を行った。日本本土、韓国、沖縄などで軍隊における弁護士活動の後、日本での弁護士資格を与えられた。定年後、岩国、宮崎で講演などを行い余生を過ごした。1990年、米国で旅行中客死。

## 戦前
1907年生まれのアメリカ人弁護士。1936年ニューヨーク州で、大学卒業後弁護士登録。コロンビア大学のヘンダーソン教授の薦めで日本語も勉強した。多くの日本人と交わり、日本大使館に出入りした。野村吉三郎、前田多門、田辺貞義と知り合う。そのために尾行がついたこともあったという。海軍に入隊、コロラド大学の海軍日本語学校に1年いった後、1944年真珠湾の統合参謀本部情報部、後マーシャル群島の心理作戦局長となった。同群島のマジュロ島においては、降伏調印式をおこなった。

## 東京裁判
戦後アメリカ政府から、極東国際軍事裁判に参加しないかという要請があった。一つは日本人が裁判における英米法に慣れていないからである。日本人は大陸法には慣れていた。ハリスは開戦の理由を戦犯から直接聞きたかったということと、戦前知り合った日本人に会いたかったので参加した。日本側の弁護団長は鵜澤總明であったが、日本語も話せるハリスは米人弁護士側の取り纏め役となった。ハリス自身は、弁護団長、島内龍起は、弁護部管理主任と書いている。林逸郎、清瀬一郎、東條英機とハリスが膝詰で談判し、東條英機が裁判に参加することを説得した。また、裁判費用を全て日本政府が払うようにサインをしたのも、ハリスである。ハリスは、橋本欣五郎の弁護を行った。日本人の弁護主任は林逸郎である。また、嶋田繁太郎海軍大臣の弁護士マクダーモットが帰米してから、ハリスが嶋田の弁護を担当した。

### 弁護費用についてのハリスの活躍
裁判の当初は弁護費用については、何も取り決めがなく、自費で行っていた。日本の多くの被告、弁護人は余裕がなく困っていた。時の政府は戦犯弁護の費用を出すのはもっての外という態度であった。そこで弁護部管理主任のアメリカ予備海軍少佐ハリスが心配して、ウィリアム・ウェブ裁判長に話し総司令部は日本政府に指示して必要経費は日本政府から出させるようにした。1946年7月末か8月初めの事である。納得しない一部の弁護人は自分で出した。

## その後
軍務に復帰してから、軍関係の裁判の弁護士として、韓国、沖縄、日本内地で勤務した。日本政府は、彼の日本に対する貢献に考慮し、日本の弁護士資格を与えた。彼は軍隊の定年後、岩国、宮崎で余生を過ごした。日本人と交わり、英語を教えたり、東京裁判の講演も何回も行った。個人的にハワイ州出身の日系の静枝夫人と結婚した。日本で過ごしていたが、たまたま、訪米していた時に客死した。1990年9月23日正午ごろ（日本時間24日午前4時）米国ロサンゼルス郊外のガーディナ記念病院で心筋梗塞のために死去。
遺体を献体する宮崎医大の白菊会に入会していたが、それは果たせなかった。

## 文献
- 宮崎医科大学後援会　会報　1986 No.8 白菊会員特別寄稿　日本と私　東京裁判のことなど。
- 『東京裁判』　島内龍起　日本評論社　1984年
- 『東京裁判弁護雑録』　島内龍起　東洋出版印刷株式会社　1973年
- TOWN MOOK 『東條英機と東京裁判』　日米弁護人・補佐弁護人一覧　p.33　2013年 徳間書店　ISBN 978-4-19-710332-4
- 『秘録　東京裁判の100人』　東京裁判弁護人一覧　ビジネス社　ISBN 978-4-8284-1337-2